# Wojciech Gintrowski
Wojciech Gintrowski (ur. 4 kwietnia 1902, zm. 9 września 1939) – sierżant pilot Wojska Polskiego.

## Życiorys
Wojciech Gintrowski po ukończeniu Podoficerskiej Szkoły Pilotów w Bydgoszczy został przydzielony do 3 pułku lotniczego w Poznaniu. Służył w 32 eskadrze rozpoznawczej jako pilot samolotu PZL.23 Karaś. Po wybuchu II wojny światowej jednostka została przydzielona do dyspozycji dowództwa Armii „Łódź”. 
9 września załoga samolotu Karaś w składzie por. obs. Bronisław Wojciechowicz, kap. strzelec Andrzej Bylebył oraz pilot Wojciech Gintrowski wykonywali zadanie polegające na przelocie na nowe lotnisko polowe w okolicach Brześcia. W czasie lotu w okolicy wsi Surmacze koło Białej Podlaskiej została zaatakowana przez niemiecki samolot myśliwski. Samolot pilotowany przez Wojciecha Gintrowskiego został zestrzelony. Cała załoga poległa. Lotnicy zostali pochowani we wspólnym grobie we wsi Dołha.
Prochy przeniesione na cmentarz wojskowy na poznańskiej Cytadeli.
Wojciech Gintrowski pośmiertnie został odznaczony Orderem Virtuti Militari nr 12056